# زاغ زمینی پاندر
زاغ زمینی پاندر، زاغ زمینی ترکستان یا زاغ زمینی خاکستری (نام علمی: Podoces panderi) نام یک گونه از تیره کلاغان است.